# آکاسیا هیلز، قلمرو شمالی
آکاسیا هیلز (به انگلیسی: Acacia Hills) یک منطقهٔ مسکونی در استرالیا است که در قلمرو شمالی (استرالیا) واقع شده‌است.